# Wollenthin
Wollenthin ist ein bewohnter Gemeindeteil der Kreisstadt Prenzlau im Landkreis Uckermark in Brandenburg.

## Geographie
Der Ort liegt vier Kilometer ostnordöstlich von Prenzlau. Die Nachbarorte sind Wittenhof im Norden, Stegemannshof und Baumgarten im Nordosten, Heises Hof und Mönchehof im Osten, Grünow im Südosten, Bündigershof im Süden, Prenzlau im Westen sowie Blindow im Nordwesten.

Windrose zur Orientierung über seine Lage:
| Blindow  | Baumgarten                                  | Stegemannshof |
| Prenzlau | Kompassrose, die auf Nachbargemeinden zeigt |               |
|          | Bündigershof                                | Grünow        |

## Geschichte
Die erste schriftliche Erwähnung des Ortes stammt aus dem Jahr 1236. In dieser Urkunde wurde er in der Schreibweise Walentin angegeben.